# Ekstraklasa kobiet w tenisie stołowym (2007/2008)
Ekstraklasa kobiet w tenisie stołowym 2007/2008 – 60. edycja rozgrywek pierwszego poziomu ligowego kobiet w Polsce. Brało w niej udział 8 drużyn.
Triumfatorem rozgrywek został KTS Wisan Forbet Tarnobrzeg, który w meczach finałowych pokonał GLKS Mago Scania Nadarzyn. Brązowy medal zdobyła Ceramika Budowlana Odonów MLEK-POL Rafaello Kazimierza Wielka.

## System rozgrywek
Rozgrywki prowadzone były z udziałem 10 drużyn i były podzielone na dwie fazy: zasadniczą i play-off.
Faza zasadnicza składa się z dwóch rund. Pierwsza runda rozgrywana jest systemem każdy z każdym. W drugiej rundzie gospodarzami spotkań w drugiej rundzie są drużyny, które w pierwszej rundzie w meczu pomiędzy tymi samymi drużynami grały na wyjazdach. Za zwycięstwo drużyny otrzymują 2 punkty, zaś za porażkę nie otrzymują punktów.
Do fazy play-off awansują 4 drużyny. W półfinałach zostaną rozegrane dwumecze. Pary zostaną ustalone na podstawie tabeli po rundzie zasadniczej (1-4, 2-3). Zwycięzcy półfinałów awansują do finału, gdzie zostanie rozegrany dwumecz, a gospodarzem pierwszego meczu będzie drużyna z niższego miejsca po fazie zasadniczej. Drużyna, która wygra finał otrzyma tytuł Drużynowego Mistrza Polski kobiet, puchar i złote medale, a zespół pokonany w finale otrzyma puchar i srebrne medale. Drużyny, które odpadły w półfinałach, zagrają w rywalizacji o 3. miejsce, a jej zwycięzca otrzyma brązowy medal. Do 1. ligi spadnie ostatnia drużyna po fazie zasadniczej.
Każdy mecz składa się z 3-5 gier rozgrywanych kolejno na jednym stole. Mecz kończy się wraz z uzyskaniem przez jedną drużyn trzech zwycięstw. Układ gier w meczu.
| 1. gra | 2. gra | 3. gra | 4. gra | 5. gra |
| ------ | ------ | ------ | ------ | ------ |
| A–X    | B–Y    | C–Z    | A–Y    | B–X    |

## Kluby
| Klub                                                         | Sezon 2006/2007 |
| ------------------------------------------------------------ | --------------- |
| Ceramika Budowlana Odonów Mlekpol Rafaello Kazimierza Wielka | Wicemistrz      |
| GLKS Mago Wanzl Scania Nadarzyn                              | 5. miejsce      |
| KS Bronowianka Kraków                                        | 4. miejsce      |
| KTS Wisan Forbet Tarnobrzeg                                  | Mistrz          |
| KU AZS AE Wrocław                                            | 3. miejsce      |
| KU AZS AJD Częstochowa                                       | 6. miejsce      |
| SKTS Best-Chem Sochaczew                                     | Awans z 1. ligi |
| LUKS Warmia Lidzbark Warmiński                               | Awans z 1. ligi |

## Faza zasadnicza
| Poz. | Drużyna                                                      | M  | Z  | P  | Pojedynki | Punkty |
| ---- | ------------------------------------------------------------ | -- | -- | -- | --------- | ------ |
| 1.   | KTS Wisan Forbet Tarnobrzeg                                  | 14 | 14 | 0  | 42:8      | 28     |
| 2.   | GLKS Mago Wanzl Scania Nadarzyn                              | 14 | 11 | 3  | 36:18     | 22     |
| 3.   | Ceramika Budowlana Odonów Mlekpol Rafaello Kazimierza Wielka | 14 | 9  | 5  | 34:25     | 18     |
| 4.   | KS Bronowianka Kraków                                        | 14 | 7  | 7  | 29:32     | 14     |
| 5.   | KU AZS AE Wrocław                                            | 14 | 6  | 8  | 27:30     | 12     |
| 6.   | KU AZS AJD Częstochowa                                       | 14 | 5  | 9  | 23:36     | 10     |
| 7.   | SKTS Best-Chem Sochaczew                                     | 14 | 3  | 11 | 22:37     | 6      |
| 8.   | LUKS Warmia Lidzbark Warmiński                               | 14 | 1  | 13 | 13:40     | 2      |

     Awans do półfinału
     Spadek do 1. ligi

## Play-off
|  |          |                                                              |          |                                 |          |                      |   |                             |       |       |       |       |
|  | Półfinał | Półfinał                                                     | Półfinał | Półfinał                        | Półfinał |                      |   | Finał                       | Finał | Finał | Finał | Finał |
|  | Półfinał | Półfinał                                                     | Półfinał | Półfinał                        | Półfinał |                      |   | Finał                       | Finał | Finał | Finał | Finał |
|  |          |                                                              |          |                                 |          |                      |   |                             |       |       |       |       |
|  |          |                                                              |          |                                 |          |                      |   |                             |       |       |       |       |
|  | 1        | KTS Wisan Forbet Tarnobrzeg                                  | 3        | 3                               |          |                      |   |                             |       |       |       |       |
|  | 1        | KTS Wisan Forbet Tarnobrzeg                                  | 3        | 3                               |          |                      |   |                             |       |       |       |       |
|  | 4        | KS Bronowianka Kraków                                        | 0        | 0                               |          |                      |   |                             |       |       |       |       |
|  | 4        | KS Bronowianka Kraków                                        | 0        | 0                               |          |                      | 1 | KTS Wisan Forbet Tarnobrzeg | 3     | 3     |       |       |
|  |          |                                                              |          |                                 |          |                      | 1 | KTS Wisan Forbet Tarnobrzeg | 3     | 3     |       |       |
|  |          |                                                              | 2        | GLKS Mago Wanzl Scania Nadarzyn | 0        | 0                    |   |                             |       |       |       |       |
|  | 2        | GLKS Mago Wanzl Scania Nadarzyn                              | 2        | GLKS Mago Wanzl Scania Nadarzyn | 0        | 0                    | 3 | 2                           | 3     |       |       |       |
|  | 2        | GLKS Mago Wanzl Scania Nadarzyn                              |          |                                 |          |                      |   |                             |       |       |       |       |
|  | 3        | Ceramika Budowlana Odonów Mlekpol Rafaello Kazimierza Wielka | 2        | 3                               | 2        |                      |   |                             |       |       |       |       |
|  | 3        | Ceramika Budowlana Odonów Mlekpol Rafaello Kazimierza Wielka | 2        | 3                               | 2        | Mecz o brązowy medal |   |                             |       |       |       |       |
|  |          |                                                              |          |                                 |          |                      |   |                             |       |       |       |       |
|  |          |                                                              |          |                                 |          |                      |   |                             |       |       |       |       |
|  |          |                                                              |          |                                 |          |                      |   |                             |       |       |       |       |
|  | 3        | Ceramika Budowlana Odonów Mlekpol Rafaello Kazimierza Wielka | 3        | 3                               |          |                      |   |                             |       |       |       |       |
|  | 3        | Ceramika Budowlana Odonów Mlekpol Rafaello Kazimierza Wielka | 3        | 3                               |          |                      |   |                             |       |       |       |       |
|  | 4        | KS Bronowianka Kraków                                        | 1        | 1                               |          |                      |   |                             |       |       |       |       |
|  | 4        | KS Bronowianka Kraków                                        | 1        | 1                               |          |                      |   |                             |       |       |       |       |

### Półfinały
| Gospodarze                                                   | Wynik       | Goście                                                       |
| 1. półfinał                                                  | 1. półfinał | 1. półfinał                                                  |
| ------------------------------------------------------------ | ----------- | ------------------------------------------------------------ |
| KS Bronowianka Kraków                                        | 0:3         | KTS Wisan Forbet Tarnobrzeg                                  |
| Ceramika Budowlana Odonów Mlekpol Rafaello Kazimierza Wielka | 2:3         | GLKS Mago Wanzl Scania Nadarzyn                              |
| 2. półfinał                                                  |             |                                                              |
| KTS Tarnobrzeg                                               | 3:0         | KS Bronowianka Kraków                                        |
| GLKS Mago Wanzl Scania Nadarzyn                              | 2:3         | Ceramika Budowlana Odonów Mlekpol Rafaello Kazimierza Wielka |
| 3. półfinał                                                  |             |                                                              |
| GLKS Mago Wanzl Scania Nadarzyn                              | 3:2         | Ceramika Budowlana Odonów Mlekpol Rafaello Kazimierza Wielka |

### Mecz o 3. miejsce
| KS Bronowianka Kraków | 1:3 | Ceramika Budowlana Odonów Mlekpol Rafaello Kazimierza Wielka |
| --------------------- | --- | ------------------------------------------------------------ |
| Zhao Xia              | 3:0 | Paulina Narkiewicz                                           |
| Anna Janta-Lipińska   | 1:3 | Wang Qian                                                    |
| Marta Piłka           | 1:3 | Antonina Szymańska                                           |
| Zhao Xia              | 1:3 | Wang Qian                                                    |

| Ceramika Budowlana Odonów Mlekpol Rafaello Kazimierza Wielka | 3:1 | KS Bronowianka Kraków |
| ------------------------------------------------------------ | --- | --------------------- |
| Wang Qian                                                    | 3:0 | Anna Janta-Lipińska   |
| Paulina Narkiewicz                                           | 0:3 | Zhao Xia              |
| Antonina Szymańska                                           | 3:2 | Marta Piłka           |
| Wang Qian                                                    | 3:1 | Zhao Xia              |

### Finał
| GLKS Mago Wanzl Scania Nadarzyn | 0:3 | KTS Wisan Forbet Tarnobrzeg |
| ------------------------------- | --- | --------------------------- |
| Yan Xiaoshan                    | 0:3 | Xiao Zhou                   |
| Xu Jie                          | 2:3 | Li Qian                     |
| Natalia Bąk                     | 0:3 | Eva Ódorová                 |

| KTS Wisan Forbet Tarnobrzeg | 3:0 | GLKS Mago Wanzl Scania Nadarzyn |
| --------------------------- | --- | ------------------------------- |
| Li Qian                     | 3:1 | Natalia Bąk                     |
| Xiao Zhou                   | 3:0 | Xu Jie                          |
| Eva Ódorová                 | 3:0 | Yan Xiaoshan                    |

## Medaliści
| Lp. | Drużyna                                                       |
| --- | ------------------------------------------------------------- |
| 1.  | KTS Wisan Forbet Tarnobrzeg                                   |
| 2.  | GLKS Mago Scania Nadarzyn                                     |
| 3.  | Ceramika Budowlana Odonów MLEK-POL Rafaello Kazimierza Wielka |